# ميلتون (فيرمونت)
ميلتون (بالإنجليزية: Milton, Vermont)‏ هي بلدة تقع بولاية فيرمونت في الولايات المتحدة. تبلغ مساحتها 157.7 (كم²)، وترتفع عن سطح البحر 37 م، بلغ عدد سكانها 10352 نسمة في عام 2010 حسب إحصاء مكتب تعداد الولايات المتحدة وتصل الكثافة السكانية فيها 77.7 نسمة/كم2.

## أعلام
- لوثر إس. ديكسون
- جان بول سير

## وصلات خارجية
- The US50 - Cities and Towns in Vermont State
- Vermont Cities and Towns, Facts, Map, Flag, Colleges, Government, and More